# Бухарин, Михаил Дмитриевич
Михаи́л Дми́триевич Буха́рин (род. 6 октября 1971 года, Москва) — российский историк-востоковед, индолог, специалист по древней и раннесредневековой истории Ближнего Востока, Южной и Центральной Азии, истории российской и советской науки. Доктор исторических наук (2008), член-корреспондент РАН (2016), член-корреспондент Германского Археологического института (2019), Академик РАН (2019), главный научный сотрудник (2017), руководитель Центра истории древнего Востока Института всеобщей истории РАН (2008—2021), профессор МГУ им. М. В. Ломоносова (2022).

## Биография
Племянник историка Т. А. Покивайловой. В 1978—1988 гг. учился в средней специальной школе-интернате № 19 с углубленным изучением индийских языков (хинди и урду).
В 1989—1994 годах учился на историческом факультете МГУ им. М. В. Ломоносова (кафедра истории древнего мира). Окончил с отличием, дипломная работа «Социальные отношения в древней Индии по „Индике“ Мегасфена» защитил под руководством проф. А. А. Вигасина.
В 1994 году поступил в очную аспирантуру Института всеобщей истории РАН. В 1995—1996 годах участвовал в работах Франко-Узбекской археологической миссии в Самарканде, городище Афрасиаб (руководитель — профессор Коллеж де Франс Ф. Грене).
В 1997 году защитил диссертацию на соискание ученой степени кандидата исторических наук «Древняя Индия в „Индике“ Мегасфена» (научный руководитель — акад. Г. М. Бонгард-Левин) и был зачислен научным сотрудником в штат Института всеобщей истории. С 2004 года — старший научный сотрудник ИВИ РАН.
В 1997—2000 годах стажировался в Центре археологии École Normale Supérieure (Париж; научные руководители — академик, профессор П. Бернар, профессор Ф. Грене) в рамках программы «Дидро» «Дома наук о человеке»; в 1999—2001 — участвовал в работах Российской-Йеменской археологической экспедиции; в 2003—2005 гг., 2007 и 2013 г. проходил стажировку в университете им. Фридриха Шиллера (Институт языков и культур Ближнего Востока; руководитель — профессор Н. Небес) в рамках стипендий Фонда им. А. фон Гумбольдта и Германского Археологического института.
В 2007 году защитил докторскую диссертацию «Аравия, Средиземноморье, Восточная Африка, Индия: межрегиональные торговые связи и формирование единого историко-культурного пространства».
С 2008 г. — ведущий научный сотрудник Института всеобщей истории РАН, с 2009 г. — руководитель Центра истории древнего Востока.
В 2010—2011 гг. — лауреат гранта для молодых докторов наук Совета по науке при Президенте России.
В 2013 г. избран членом-корреспондентом IsMEO (L’Istituto Italiano per il Medio ed Estremo Oriente).
С 2014 г. — член диссертационного совета Института востоковедения РАН.
28 октября 2016 года избран членом-корреспондентом РАН по Отделению историко-филологических наук.
В 2017 году за научные заслуги награждён Коллеж де Франс Золотой медалью им. Гийома Бюдэ.
С 2018 года — главный научный сотрудник, член учёного совета Института всеобщей истории.
22 ноября 2019 года избран действительным членом РАН и членом-корреспондентом Германского археологического института.

## Научная деятельность
Специалист в области истории древнего Востока. В сферу научных интересов М. Д. Бухарина входят историческая география Южной Азии, доисламской Аравии и Восточной Африки; сравнительное индоевропейское языкознание; история караванной и морской торговли; восточные мотивы (индийские и аравийские) в античной мифологии; историческая география античного мира; история востоковедения.
Автор около 400 научных публикаций. Главный редактор альманаха «Scripta antiqua. Вопросы древней истории, филологии, искусства и материальной культуры»; член редколлегии журнала «Вестник древней истории» (2008—2019); член Редакционного совета (Herausgebergremium) «Sabaica et Æthiopica. Schriften der Forschungsstelle Antikes Südarabien und Nordafrika an der Friedrich-Schiller-Universität Jena».

## Основные работы
- Бонгард-Левин Г. М., Бухарин М. Д., Вигасин А. А. Индия и античный мир. М.: Восточная литература, 2002.
- Бухарин М. Д. Неизвестного автора «Перипл Эритрейского моря»: текст, перевод, комментарий, исследования. СПб.: Алетейя, 2007.
- Бухарин М. Д. Южная Аравия, Средиземноморье и Восточная Африка: торговые и историко-культурные связи. М.: Восточная литература, 2009.
- Бухарин М. Д. Античный мир на юге ойкумены. Литературная традиция и памятники эпиграфики в эллинистическую и римскую эпохи. М.: Ora et Labora, 2018.
- Восточный Туркестан и Монголия. История изучения в конце XIX — первой трети XX вв. Том. 1: Эпистолярные документы из архивов Российской академии наук и Турфанского собрания / Под общ. ред. М. Д. Бухарина. М.: Памятники исторической мысли, 2018.
- Восточный Туркестан и Монголия. История изучения в конце XIX — первой трети XX вв. Том. 2: Географические, археологические и исторические исследования (Архивы Российской академии наук и Национальной академии наук Кыргызской республики) / Под общ. ред. М. Д. Бухарина. М.: Памятники исторической мысли, 2018.
- Восточный Туркестан и Монголия. История изучения в конце XIX — первой трети XX вв. Том. 3: Фотоархив Первой Русской Туркестанской экспедиции 1909—1910 гг. Архивная копия от 2 июля 2020 на Wayback Machine / Под общ. ред. М. Д. Бухарина. М.: Памятники исторической мысли, 2018.
- Ананьев В. Г., Бухарин М. Д. «Имена, которые никогда не будут забыты…». Российское востоковедение в переписке В. В. Бартольда, Н. Я. Марра и С. Ф. Ольденбурга. М.: Варфоломеев А. Д. 2020.
- Восточный Туркестан и Монголия. История изучения в конце XIX — первой трети XX века. Том 4. Материалы Русских Туркестанских экспедиций 1909—1910 и 1914—1915 гг. академика С. Ф. Ольденбурга / Под общ. ред. М. Д. Бухарина, В. С. Мясникова, И. В. Тункиной. М.: Индрик, 2020.
- Восточный Туркестан и Монголия. История изучения в конце XIX — первой трети XX веков. Том 5. Вторая Русская экспедиция 1914—1915 гг.: С. Ф. Ольденбург. Описание пещер Чан-фо-дуна близ Дунь-хуана / Под общ. ред. М. Д. Бухарина, М. Б. Пиотровского, И. В. Тункиной. М.: Индрик, 2020.
- Ананьев В.Г., Бухарин М.Д., Сапанжа О.С. «Нам надо строить заново весь мир истории искусств». Ленинградское историческое искусствознание в дискуссиях 1930-х годов. М.: Индрик, 2021. ISBN 978-5-91674-642-6. 400 с.
- Ананьев В.Г., Бухарин М.Д. «Вот в какое время мы жили, и замолчать этот факт я не могу…». Советская историческая наука и музейное строительство в 1917‒1941 годах (исследования и документы). М.: Индрик, 2022. ISBN 978-5-91674-676-1. 768 с.
- Бонгард-Левин Г.М. Россия и Русское Зарубежье. Писатели. Поэты. Ученые. Художники / отв. ред. М.Д. Бухарин. М.: Наука, 2024. 638 с. ISBN 978-5-02-041072-5
- Наука и общество в XX‒XXI веках: в двух частях / Сост. и отв. редактор акад. РАН М.Д.Бухарин. – М.: Наука, 2024. – ISBN 978-5-02-041033-6. Часть первая. – 2024. – 785 с. – ISBN 978-5-02-041044-2.
- Наука и общество в XX‒XXI веках: в двух частях / Сост. и отв. редактор акад. РАН М.Д.Бухарин. – М.: Наука, 2024. – ISBN 978-5-02-041033-6. Часть вторая. – 2024. – 995 с. – ISBN 978-5-02-041045-9.

Интервью
- Спасая наследие академика Ольденбурга. Академик Михаил Бухарин об экспедициях в Восточный Туркестан и Монголию // https://scientificrussia.ru/articles/spasaa-nasledie-akademika-oldenburga-akademik-mihail-buharin-ob-ekspediciah-v-vostocnyj-turkestan-i-mongoliu
- Saving Academician’s Oldenburg Heritage. Academician Mikhail Bukharin on Expeditions to East Turkestan and Mongolia // https://en.scientificrussia.ru/articles/spasaa-nasledie-akademika-oldenburga-akademik-mihail-buharin-ob-ekspediciah-v-vostocnyj-turkestan-i-mongoliu-2